# Tanaka Shinbei
Tanaka Shinbei (田中 新兵衛 (Điền Trung Tân Binh Vệ) 1832 – ngày 11 tháng 7 năm 1863) là một trong tứ đại Hitokiri thời Mạc mạt, samurai ưu tú, hoạt động vào cuối thời Mạc phủ Tokugawa vào những năm 1860.
Hitokiri Shinbei hoạt động dưới trướng Takechi Hanpeita, thủ lĩnh phe cần vương Kinnō-tō định tìm cách lật đổ Mạc phủ Tokugawa và khôi phục quyền lực của Thiên hoàng. Hanpeita ra lệnh cho Shinbei và các hitokiri khác thực thi "Thiên tru" (天誅, Tenchū) chống lại phe thân Mạc phủ và thành phần ủng hộ việc nước ngoài tiếp cận Nhật Bản. Là một hitokiri quê ở Satsuma, Shinbei vốn xuất thân từ nông dân. Sau vụ ám sát cấp cao đầu tiên của mình, ông được nâng đỡ lên thành samurai bất chấp thái độ coi thường nông dân của samurai.
Shinbei tham gia vào vụ ám sát Ii Naosuke, chức Lão trung ở Edo đứng đầu chính quyền Mạc phủ Tokugawa vào năm 1860. Vụ ám sát này đã gây ra nhiều năm bạo lực ở Nhật Bản, đặc biệt là ở  Kyoto nơi các vụ ám sát trở nên phổ biến. Trong tất cả các hitokiri, Shinbei đã giết nhiều người nhất. Ngoài Naosuke, nạn nhân của ông còn có các chính trị gia như Shimada Sakon, Ukyo Omokuni và Homma Seiichiro. Ông cũng bị tình nghi đã giết một phụ nữ trẻ tên là Komichi. Vì vậy, Tanakaba được đặt tên là "ansatsu taicho" (đội trưởng nhóm sát thủ). Shinsengumi được thành lập vào năm 1863 để trấn áp những kẻ trung thành với hitokiri và Tosa, đồng thời khôi phục lại luật pháp và trật tự chốn kinh thành.
Thanh kiếm của Shinbei được tìm thấy tại hiện trường vụ ám sát một vị công khanh cấp cao Anegakōji Kintomo. Ông bị quan chức Mạc phủ đưa đi thẩm vấn ở Kyoto và được yêu cầu xem thanh kiếm. Shinbei liền thực hiện seppuku khi được trao thanh kiếm.